# Economía del conocimiento
La economía del conocimiento, economía basada en conocimiento (EBC) o industria del conocimiento (en inglés: knowledge economy) es el sector de la economía que utiliza la información como elemento fundamental para generar valor y riqueza por medio de su transformación a conocimiento. Abarca títulos como la educación, investigación y desarrollo, alta tecnología, informática, telecomunicaciones, robótica, nanotecnología e industria aeroespacial. Desde finales del siglo XX, la inversión en capital intangible ha crecido considerablemente incluso en mayor medida que el capital tangible (maquinaria, materias primas, etc.).
En realidad, la economía del conocimiento no genera valor y riqueza por medio de su transformación en información; sino que crea valor añadido en los productos y servicios en cuyo proceso de creación o transformación participa. El conocimiento es mucho más que mera información. La información son datos procesados con una utilidad general, mientras que el conocimiento significa formas, métodos y maneras de abordar y resolver problemas; significa, entre otras muchas cosas, know-how, know-who o herramientas o medios de producción para producir a su vez, o más conocimiento o productos y servicios con un valor añadido, útil y cuantificable para la sociedad.
La economía del conocimiento está estructurada bajo una base material que ha permitido grandes cambios sobre las actividades económicas, sociales y políticas. La nueva base material aplicada a la producción está constituida por la computadora electrónico-digital que ha reconfigurado las relaciones sociales de producción, distribución e intercambio en el mundo. 
De esta manera, el capitalismo contemporáneo presenta una Economía del Conocimiento donde las actividades de creación, adaptación, difusión y depreciación del conocimiento ha crecido a un ritmo muy acelerado. En esta Economía del Conocimiento se estructura un nuevo patrón industrial de desarrollo donde surgen nuevas industrias (software y telecomunicaciones) y las tradicionales se ven rejuvenecidas por la aplicación productiva de las nuevas tecnologías.
En el plano económico-político, las relaciones patronales-salariales han sido obligadas a cambiar de acuerdo a las exigencias de estas nuevas condiciones. Las políticas económicas de los países -sobre todo los países desarrollados- han sido orientadas a la inversión en investigación y desarrollo tecnológico, educación, salud y en la constitución de sistemas nacionales de innovación como elemento fundamental para el desarrollo del país.
La llamada globalización ha sido posible gracias a estos logros tecnológicos del sector electrónico-informático que ha permitido una nueva división del trabajo basada en las cadenas globales de producción asignando una cierta actividad -por medio de la subcontratación y similares- entre productores, distribuidores y compradores.
La rentabilidad del conocimiento sólo es posible cuando este se ha codificado, transformándose en conocimiento codificado (modelo, reglas generales, etc.) y quedando disponible para que algún agente trabaje con ello, en su beneficio individual o colectivo.

## Nueva economía del conocimiento
A partir de 2010, el concepto de teoría del conocimiento ha cambiado. La llamada nueva economía del conocimiento ha dejado de enfocarse simplemente en el know-how y en cómo sumar valor a los bienes materiales como un elemento accesorio, sino que ha invertido los roles y pasa a ser el elemento principal de valor de productos y servicios. Según la definición de Fabián Alejandro Gómez, autor del libro La nueva era de la economía del conocimiento, la economía digital ha transformado el panorama de la economía. De la mano de la ciencia de datos, y del desarrollo de la inteligencia artificial, encontramos productos y servicios virtuales que inclusive ya no dependen del formato físico.